# Fernand Gregh
Fernand Gregh (Parigi, 14 ottobre 1873 – Parigi, 5 gennaio 1960) è stato un poeta francese.
Nel 1902 fondò il movimento umanista che intendeva promuovere un ritorno della poesia alla tradizione di Victor Hugo e Alphonse de Lamartine, contrapponendosi all'eredità parnassiana e al simbolismo.
Nel 1953 entrò a far parte dell'Académie française.
Il suo primo libro di versi La casa d'infanzia (La Maison de l'enfance) è del 1896; seguirono L'oro dei minuti (L'Or des minutes, 1905), Preludio magico (Prélude féerique, 1908). Scrisse anche un libro di ricordi: L'età d'oro (L'Âge d'or, 1948), e alcune opere teatrali: La bella addormentata (La Belle au bois dormant) e Pollicino (Le Petit Poucet, 1950).

## Opere
- La Maison de l'enfance, 1896
- La Beauté de vivre, 1900
- La Fenêtre ouverte, 1901
- Manifeste de l'Humanisme, 1902
- Les Clartés humaines, 1904
- Étude sur Hugo, essai de critique, 1904
- L'Or des minutes, 1905
- Prélude féerique, 1908
- La Chaîne éternelle, 1910
- La Couronne douloureuse, 1917
- Triomphe, 1919
- Couleur de la Vie, 1923
- Brocéliande, 1925
- Couleur de la vie, 1927
- Choix de Poesies, 1928
- La Gloire du cœur, 1932
- L'Œuvre de Victor Hugo, 1933
- Le Mot du monde, 1936
- Les Amants romantiques, 1936
- Portrait de la poésie française, 1936-1938
- Histoire du Theatre Poetique en France depuis Beaumarchais, 1939
- C'Etait l'Espagne, 1940
- La Couronne perdue et retrouvée, 1945
- L'Âge d'or, souvenirs d'enfance et de jeunesse, 1948
- Le Petit Poucet, 1950
- La Belle au bois dormant, 1950
- L'Âge d'airain, 1951
- Victor Hugo, sa vie, son œuvre, 1954
- L'Âge de fer, 1956
- Le Mot du Monde, 1957
- Mon amitié avec Marcel Proust - souvenirs et lettres inedites, 1958